# Paracles deserticola
Paracles deserticola är en fjärilsart som beskrevs av Berg 1875. Paracles deserticola ingår i släktet Paracles och familjen björnspinnare. Inga underarter finns listade i Catalogue of Life.